# Guillaume Krommenhoek
Guillaume Krommenhoek, född 11 juli 1992 i Amsterdam, är en nederländsk roddare.

## Karriär
I juli 2021 slutade Krommenhoek och Niki van Sprang på sjunde plats i tvåa utan styrman vid OS i Tokyo.
Under 2022 var Krommenhoek en del av Nederländernas lag som tog silver i åtta med styrman vid både EM i München och VM i Račice. Under 2023 var han en del av Nederländernas lag i åtta med styrman som tog silver vid VM i Belgrad.
Vid EM 2025 i Plovdiv var Krommenhoek en del av Nederländernas lag som tog silver i åtta med styrman.